# Lisa Loring
Lisa Loring (Kwajalein-atoll, 1958. február 16. – Burbank, 2023. január 28.) amerikai színésznő.

## Életpályája
Leginkább gyermekszínésznőként végzett munkájáról ismert: hat évesen játszotta Wednesday Addams-t az 1964–1966-os The Addams Family című szitkomban.

## Fordítás
- Ez a szócikk részben vagy egészben  a   Lisa Loring című angol Wikipédia-szócikk fordításán alapul.  Az eredeti cikk szerkesztőit annak laptörténete sorolja fel. Ez a jelzés csupán a megfogalmazás eredetét és a szerzői jogokat jelzi, nem szolgál a cikkben szereplő információk forrásmegjelöléseként.